# Archaeoprepona meander
Archaeoprepona meander hay Prepona 3 tông khi đề cập đến phụ loài megabates, là một loài bướm ngày thuộc họ Nymphalidae. Nó được tìm thấy ở México to the Amazon Basin.

## Phụ loài
- Archaeoprepona meander meander (Surinam,...)
- Archaeoprepona meander megabates (Peru, Bolivia, Panama, Colombia)
- Archaeoprepona meander phoebus (Honduras, Mexico)
- Archaeoprepona meander castorina (Brazil)

## Hình ảnh

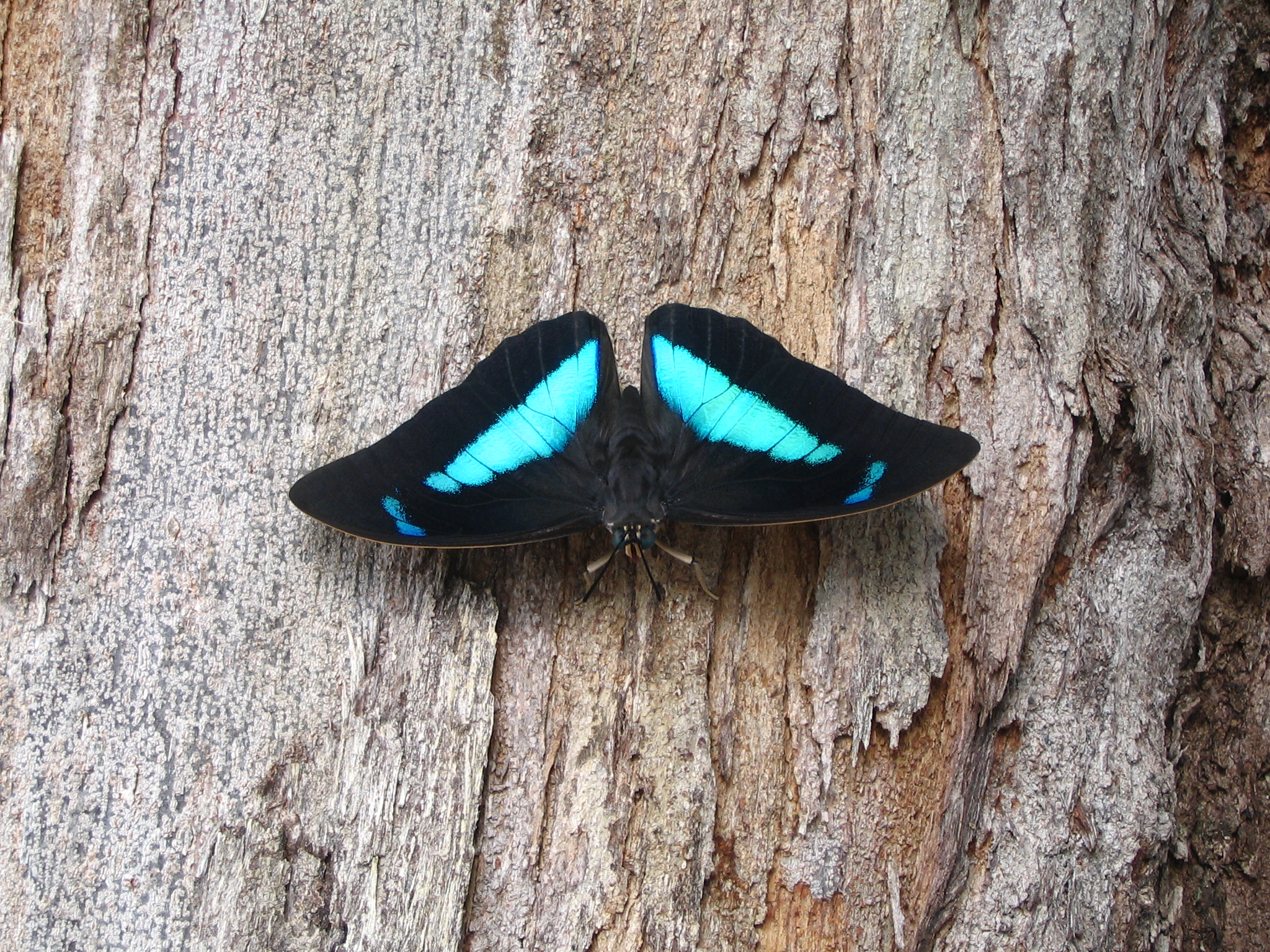
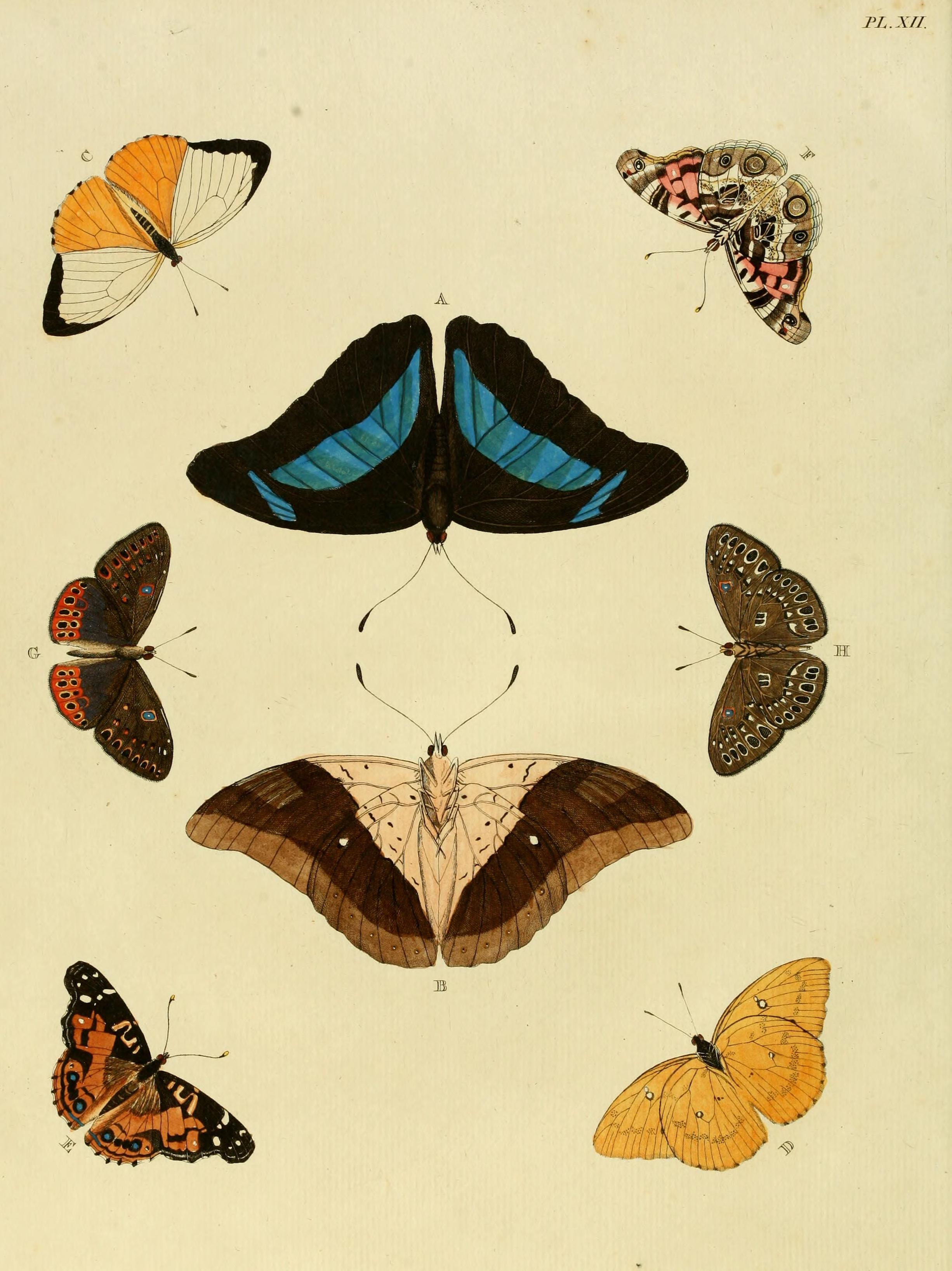